# Dajan Šimac
Dajan Šimac (Bingen am Rhein, 1982. január 4. –) horvát származású, német labdarúgó. 2010 és 2013 között a Debreceni VSC játékosa. Posztját tekintve hátvéd.

## Pályafutása

### Kaiserslautern, Greuther Fürth
Šimac a Kaiserslautern gárdájában kezdte el a pályafutását, 2001-ben. Két évig volt a klub játékosa, de csak a B csapatban kapott rendre szerepet. Az első csapatban mindössze pár barátságos mérkőzést játszott. De itt olyan játékosokkal játszhatott együtt, mint Youri Djorkaeff, Mario Basler, vagy például Miroslav Klose. Kevesebb mint két év itt-tartózkodás után, 2003 júliusában aláírt a Greuther Fürth csapatához. Fél év alatt mindössze egy meccset játszott, így még 2004 januárjában eligazolt Wehen Wiesbadenhez.

### Wehen Wiesbaden
Két bronzérem után, végül a 2006/07-es szezont aranyérmesként zárták a harmadosztályban. A következő évben így a második vonalban szerepelhettek, és nem is vallottak szégyent, hiszen a tizennyolc csapat közül, végül nyolcadikként végeztek. A 2008/09-es szezonban nagy visszaesés következett, a csapat búcsúzott a másodosztálytól, így Šimac új lehetőségek iránt nézelődött. Végül az FSV Frankfurt csapatát választotta.
Šimac 138 meccsen, hat találatot jegyzett, amíg a Wehen Wiesbaden játékosa volt, 2004, és 2009 között.

### FSV Frankfurt
2009. júliusától, 2010 júniusáig volt a kisebbik frankfurti csapat játékosa, ez idő alatt nyolc alkalommal lépett pályára a másodosztályban. Gólt nem sikerült szereznie, csapata pedig a tizenötödik, azaz az utolsó biztos bennmaradó helyen végzett.

### Debrecen
Šimac 2010. nyarán érkezett próbajátékra, a magyar élvonalban szereplő Debrecenhez. Később a vezetőség úgy döntött, igényt tart a játékosra. Június 29-én írta alá hároméves szerződését.